# Ciobănești, Argeș
Ciobănești este un sat în comuna Băbana din județul Argeș, Muntenia, România.